# Ctenus birabeni
Ctenus birabeni este o specie de păianjeni din genul Ctenus, familia Ctenidae, descrisă de Mello-leitao, 1941. Conform Catalogue of Life specia Ctenus birabeni nu are subspecii cunoscute.